# Ben Harper
Ben Harper (Pomona, Califòrnia, 28 d'octubre de 1969) és un guitarrista estatunidenc.
Creix entre Claremont i Pomona, ambdues situades a la regió d'Island Empire, a una hora a l'est de la ciutat de Los Angeles, en una família de músics d'orígens molt diversos. La seua àvia paterna era mig negra mig índia cherokee i la seua besàvia materna era una jueva d'origen rus, procedent de Lituània. A ella a va dedicar el seu àlbum Welcome To The Cruel World.
Ben Harper va començar a tocar la guitarra acústica als set anys, encara que els seus primers acords els va aprendre tocant la guitarra de sa mare Ellen, quan en tenia tres. El que s'entén tenint en compte que en la seua família la majoria eren músics, sa mare cantava i tocava la guitarra, son pare era percussionista. Una vegada al col·legi, Ben fa de la guitarra l'instrument oficial de l'assignatura de música. Així, comença a esbossar la seua pròpia música i es dona a conéixer amb nombrosos concerts per tota l'àrea de Los Angeles. El 1992 va firmar amb Virgin Rècords i encara desconegut, va començar la seua carrera musical.
La seua música no és fàcil de classificar, Ben Harper posseïx un estil realment indefinible, amb lletres transcendentals i carregades d'emotivitat que aborden temes com la pau, déu i la religió, el medi ambient o la política, a nivell conflictiu i amb connotació reivindicativa. Creix escoltant soul, folk, blues, r&b, reggae, hip-hop, jazz i country entre altres el que li va donari un estil molt particular. En evolucionar, va introduir ritmes urbans i sons ètnics. Va arribar a gravar versions de Led Zeppelin, The Verve o Marvin Gaye, sense perdre per això el seu to apassionat ni la seua vitalitat.
És influenciat per grupsi artistes tan diversos com Bob Marley, Robert Johnson, David Lindley, Chris Darrow, Led Zeppelin, Pink Floyd, Nirvana, Pearl Jam, Jeff Buckley… sense oblidar la gran influència del blues de Jimi Hendrix i de bandes de jam com els Blues Traveler o Hootie & The Blowfish. Va ser alumne avantatjat dels grans cantautors negres dels 70 (Bill Withers, Curtis Mayfield), infuència que es caracteritza per la presència del seu inconfusible slide encordellar.
En 2017 anuncia un disc amb el bluesman Charlie Musselwhite per al 2018.

## Discografia
Com hem dit més amunt, Ben Harper firma amb Virgin Rècords en 1992, any en què grava Pleasure and Pain junt amb Tom Freund. Àlbum que no ha arribat a conéixer-se com ho han fet els següents, només se'n van vendre 1500 còpies en vinil.
El 1994 publica Welcome to the cruel world, que no rebrà l'atenció de la crítica fins a dos anys més tard. El 1995, el polític Fight for your mind ix a la llum, al qual demostra un gran creixement individual i també com a músic que gosa experiments musicals.
El 1998, seu tercer àlbum, The will to live s'orienta cap al blues i el folk alternatiu. començant a sonar en diverses ràdios comencen a emetre'l i hi apareix el seu grup de suport: The Innocent Criminals, una banda formada per Juan Nelson,baixista--, Dean Butterworth, bateria i David Leach a la percussió. En aquest moment és quan se solidifiquen els seus ritmes musicals i la seua diversitat emotiva. Mentrestant, escriu per a altres artistes i col·labora amb Beth Orton, John Llig Hooker i Government Mule.
El 1997 i 1999 toca als Tibetan Freedom Concerts i es convertix en teloner de grups com R.E.M., Radiohead, Metallica, Pearl Jam i The Fugees. Entre 1998 i 1999, la seua carrera patix un auge aconseguint el seu primer èxit de vendes amb Burn to shine: una col·lecció de cançons que es passegen entre el jazz, el funk i el folk; amb lletres apassionades i carregades de realitats urbanes.
L'any 2000, es convertix en teloner de la gira de Dave Matthews Band. Al començament del 2001 publica Live from Mars, directe acústic i elèctric de la gira del 2000. El 2003 treu Diamonds on the inside i el 2004 s'unix als Blinds boys of Alabama en l'àlbum There will be a light. El 2005 i també junt amb els Blinds boys of Alabama ix a la venda el Live at the Apollo, disc del directe.
Al 2006 publica un sèptim àlbum d'estudi, un doble CD que porta per títol Both Sides Of The Gun. Al 2008 va editar un nou àlbum, Lifeline.
El seu últim disc, Call it what it is (2016), va representar el seu retrobament amb The Innocent Criminals.